# Chronologie de la mission Rosetta
Pour un article plus général, voir Rosetta (sonde spatiale).

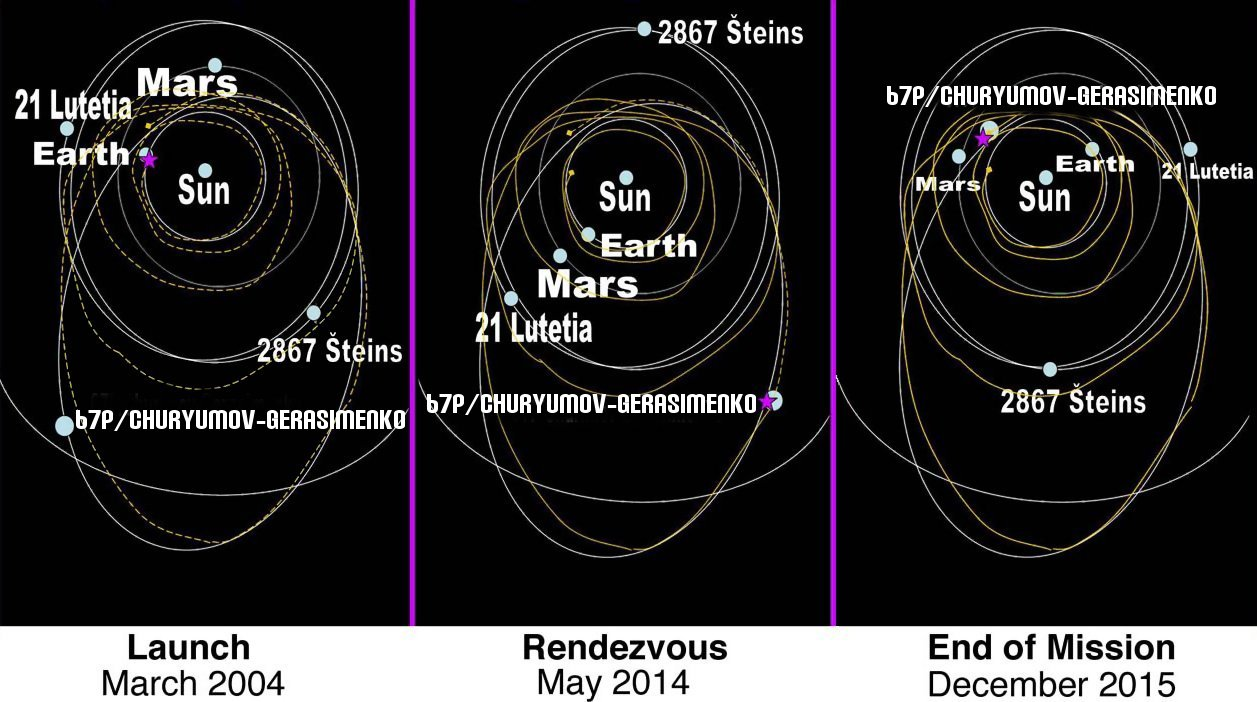
Orbite de la sonde Rosetta dans le Système Solaire

La mission Rosetta est une mission spatiale de l'Agence spatiale européenne ayant pour but l'étude des comètes, et particulièrement la comète 67P/Tchourioumov-Guérassimenko, dite « Tchouri », grâce notamment à l'atterrisseur Philae.
Lancée le 2 mars 2004, la sonde Rosetta rejoint Tchouri au cours de l'année 2014, avant que Philae ne se sépare de l'orbiteur afin d'atterrir sur la surface de la comète le 12 novembre 2014. Le 30 septembre 2016, la mission prend fin et Rosetta s'écrase sur la comète.

## Résumé de la mission
Installée à bord d'une fusée Ariane 5 le 16 février 2004, Rosetta ne décolle que le 2 mars de la même année à la suite de plusieurs reports. La sonde survole deux astéroïdes,  (2867) Šteins et (21) Lutèce, respectivement en 2008 et en 2010, avant de partir en direction de la comète Tchouri.
L'année 2014 est consacrée à une série de manœuvres dans le but de préparer la mise en orbite de la sonde. Rosetta est placée en orbite autour de Tchouri le 6 août 2014. Le 12 novembre 2014, l'atterrisseur Philae se pose sur la comète. 
La mission prend fin le 30 septembre 2016 lorsque la sonde Rosetta s'écrase sur Tchouri.

## Chronologie détaillée

### 2004

#### Février
- 16 février : Rosetta est installée sur une fusée Ariane 5 au centre spatial guyanais à Kourou.
- 26 février : à 20 minutes et 40 secondes de l'heure prévue du décollage, celui-ci est reporté à cause de vents en haute atmosphère.
- 27 février : une pièce détachée est retrouvée, le lancement est de nouveau reporté pour inspections techniques.

#### Mars
- 2 mars : à 07:17 GMT (08:17 à l'heure d'Europe centrale), la fusée Ariane 5 décolle. À 09:14 GMT, l'engin a quitté la zone d'attraction terrestre et Rosetta se sépare de la fusée 18 minutes plus tard. Le Centre européen d'opérations spatiales (ESOC), à Darmstadt en Allemagne, parvient à établir le contact.

### 2007
- 25 février : survol de Mars, à environ 250 km d'altitude.
- 14 novembre : second survol de la Terre, à 5295 km de la surface.

### 2008
- 5 septembre : survol de l'astéroïde (2867) Šteins, à une distance de 800 km

### 2009
- 13 novembre : Rosetta revient dans le voisinage de la Terre afin d'utiliser la gravitation pour augmenter sa vitesse.

### 2010
- 10 juillet : survol de l'astéroïde (21) Lutèce

### 2014

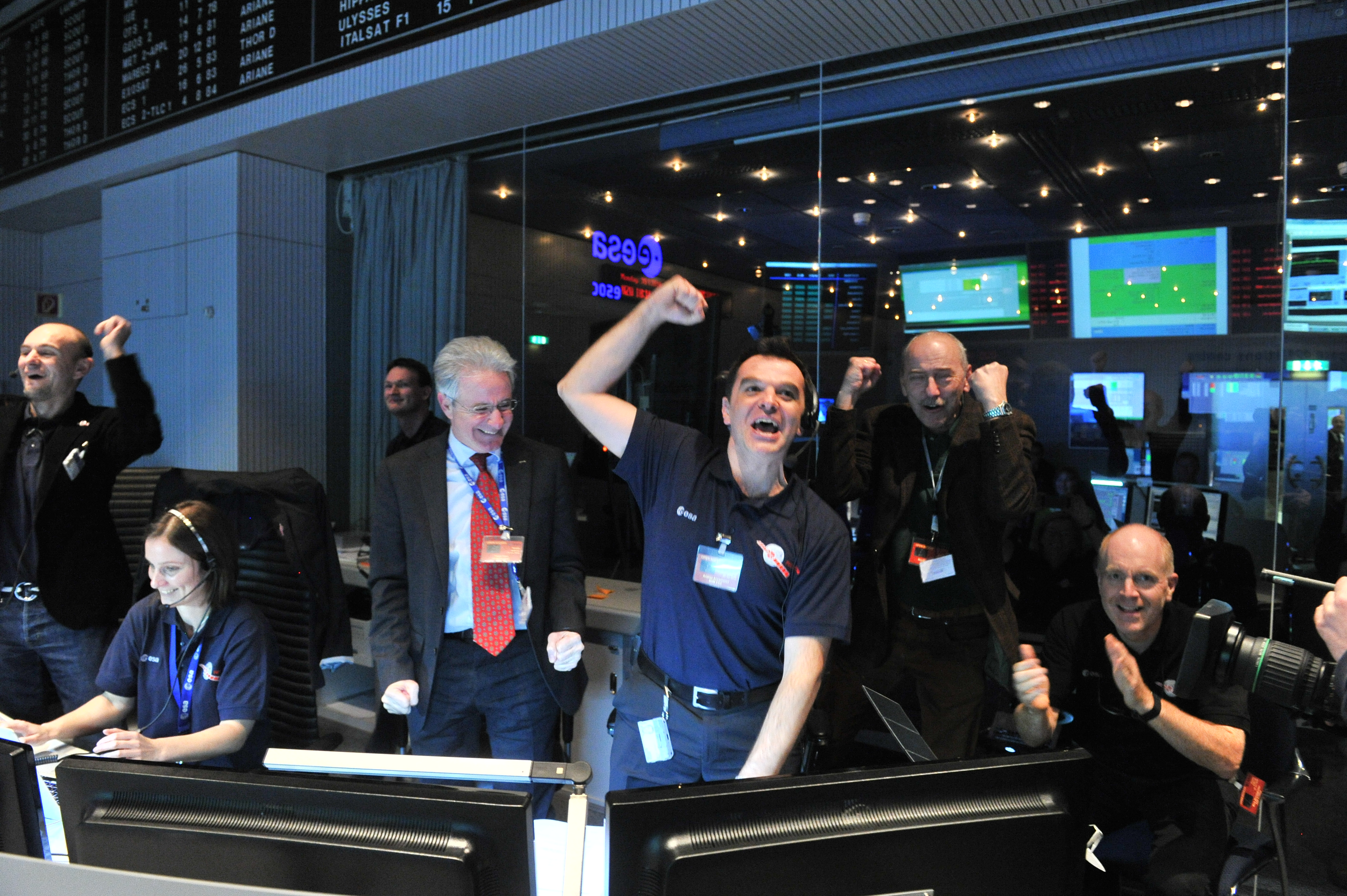
Le Centre européen d'opérations spatiales lorsque Rosetta rétablit le contact avec la Terre le 20 janvier 2014

#### Janvier
- 20 janvier : à 10:00 CET, la sonde, jusque-là en hibernation, se réveille. La sonde envoie un message "Hello World" à la Terre, capté par le Goldstone Deep Space Communications Complex de la NASA, puis transmis au Centre européen d'opérations spatiales

#### Mai
- 7 mai : début des manœuvres de mise en orbite

#### Août
- 6 août : Rosetta parvient à se placer en orbite autour de la comète

#### Novembre
- 12 novembre : Philae parvient à atterrir à 16:08 GMT.
- 15 novembre : Philae entre en hibernation, ses batteries étant vides et n'étant pas orienté vers le Soleil pour les recharger.

### 2015
- 14 juin : Philae se réveille et rétablit la communication en envoyant un "Hello" à la Terre

### 2016
- 13 janvier : la mission Rosetta confirme que la glace détectée à la surface de Tchouri est bien de la glace d'eau.
- 2 septembre : Rosetta photographie Philae, coincé.
- 30 septembre : fin de la mission Rosetta : l'orbiteur s'écrase sur la comète.